# Kino Hejnice
Kino Hejnice je kulturní budova s kinosálem v Hejnicích, městě ve Frýdlantském výběžku na severu České republiky. Ve vstupním vestibulu objektu je navíc zřízeno informační centrum pro turisty.

## Historie
V sedmdesátých letech 20. století býval objekt kina neútulnou stodolou. Když v roce 2012 končila distribuce filmů na 35 milimetrovém pásu, muselo se v sále modernizovat technické vybavení pořízením digitální promítačky, aby bylo možné uvádět i nově natočené snímky a provoz kina tak nebyl odkázán na pouhé promítání starších filmů pro pamětníky. V té době se finanční náklady na pořízení nového přístroje pohybovaly ve výši 2,5 milionu korun, které si město jakožto zřizovatel kina i přes třísettisícovou dotaci od ministerstva kultury nemohlo dovolit. Umístilo proto v přísálí kina u prodeje vstupenek malou pokladničku, do níž mohli příchozí vhodit finanční příspěvek, za který pak představitelé města vsadili čísla do sportky. Tipovaná losovaná čísla, jež mají být na tiketu označena, mohli návštěvníci vepsat na přiložený list papíru.
Celkově se vybraly tři tisíce, nicméně v loterii tipovaná čísla losována nebyla, takže město nic nevyhrálo. Přesto zvoleným postupem upozornili jeho představitelé na situaci malých kinosálů a tehdejší riziko jejich zániku. Nakonec se přesto prostředky na digitalizaci biografu podařilo najít, když město uhradilo 1,2 milionu korun a zbylou část pokryl příspěvek od Státního fondu kinematografie či od místní akční skupiny mikroregionu Frýdlantsko (MASIF). V prosinci roku 2012 byla digitalizace dokončena. Mezi zářím a prosincem roku 2013 navíc objekt prošel rekonstrukcí realizovanou za provozu kina, kdy se objekt zateplil a vyměnila se v něm okna.
Postupem času návštěvnost kina vzrůstala, když například v roce 2022 promítané snímky navštívilo úhrnem 8036 diváků, což při 148 představeních, které ten rok kino uvedlo, představuje průměrnou návštěvnost na úrovni 54 diváků.